# Бучач
Бу́чач (укр. Бучач) — город в Чортковском районе Тернопольской области Украины. Административный центр Бучачской городской общины.

## Географическое положение
Город Бучач находится на берегах реки Стрыпа (в основном на правом берегу), выше по течению на расстоянии в 2,5 км расположено село Рукомыш, ниже по течению на расстоянии в 1,5 км расположено село Жизномир, на противоположном берегу — сёла Подзамочек и Подлесье.

## Население
По состоянию на 1 января 2013 года численность населения составляла 12 597 человек.

### Языковой состав
Родной язык населения по данным переписи 2001 года:
| Язык       | Численность, чел. | Доля     |
| ---------- | ----------------- | -------- |
| Украинский | 12 422            | 99,29 %  |
| Другое     | 89                | 0,71 %   |
| Итого      | 12 511            | 100,00 % |

## История
По одной из версий, название города происходит от старославянского слова «буча» — в значении «вешние воды, стремнина и глубина», что довольно точно отражает окружающий ландшафт.

### Ранняя история
История города уходит в древние времена. На Федор-горе во время археологических раскопок (1924) найдены каменные долота и стамески со старательно зашлифованной поверхностью. Такой инвентарь типичен для племен культуры линейно-ленточной керамики (6—3 тысячелетие до н. э.). На берегу Стрыпы обнаружены остатки двух поселений ранних племен трипольской культуры и захоронения бронзового века.
Первое косвенное печатное упоминание о Бучаче — 1260 год (в книге Бартоша Папроцкого). На территории города находилось древнее славянское поселение. Город до середины XIV в. входил в состав Теребовельского, позже — Галицко-Волынского княжеств. В конце XIV века, вследствие продолжительной борьбы между Польшей, Венгрией и Литовским княжеством, Восточную Галичину (Галицию) (в том числе Бучач) захватили поляки.

### XIV—XVII век
Бучач сначала принадлежал магнатам Бучацким (герба Абданк), известных, в частности, защитой Галицкой Руси и Подолья от набегов монголо- и крымских татар. Михал Бучацкий был галицким старостой, Ян — подольским воеводой, Якуб (последний из потомков этого рода) — латинским епископом каменецким, холмским и плоцким. Бучацкие герба Абданк владели городом до начала XVI века, затем — Творовские герба Пилява (дочь Якуба Бучацкого Катажина вышла замуж за Яна Творовского), принявших имя Бучацких-Творовских герба Пилява, затем — Гольские, а потом — Потоцкие (герба Пилява).
В 1508 году временное месторасположение городского суда Теребовли в городе после разрушения её татарами. В 1515 году город вторично получил Магдебургское право.

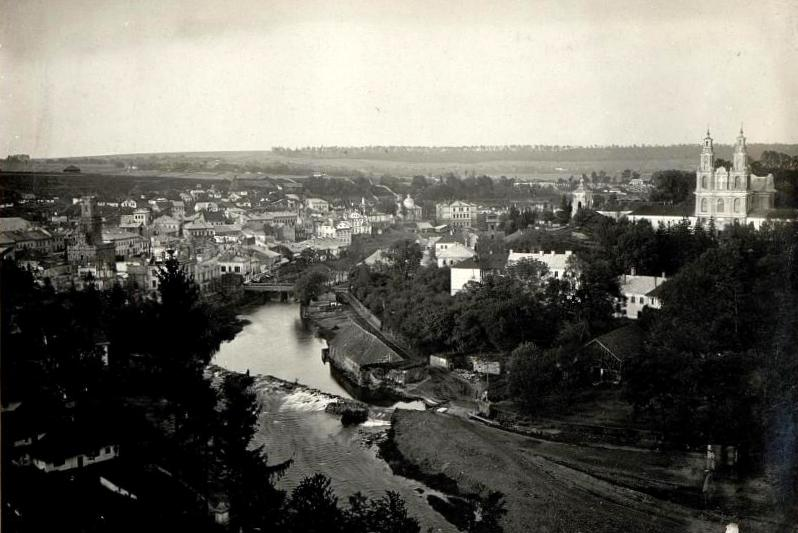
Вид на город, 1916

С 1558 года в Бучаче дважды в год проводили ярмарки, а еженедельно по четвергам — торги.
Большинство горожан занимались ремеслами и земледелием, отрабатывали барщину, выплачивали десятину, исполняли различные повинности.
В 1580 года завершено строительство замка, а в 1610 году возведена каменная церковь Св. Николая. Под стенами замка неоднократно велись бои. В сентябре 1648 года замком не смогли овладеть части казацко-крестьянско-татарской армии во время восстания Хмельницкого. Обороной замка командовал владелец города Ян (Януш) Потоцкий. В 1655 и 1667 годах крепость пытались захватить крымские татары, но неудачно. Отступая, они сожгли город.
В августе 1672 года во время польско-турецкой войны гетман Пётр Дорошенко в союзе с турецким султаном Мехмедом IV отбили у поляков Каменец-Подольский и Бучач. Ставка турецкого султана некоторое время находилась возле города. 18 октября 1672 года в Бучаче под деревом «Золотая липа», которое сохранилось при дороге в село Соколов, был подписан мирный договор между Османской империей и Речью Посполитой, известный также под названием Бучачский мир. Граница проходила по реке Стрыпе и делила город на две части — восточную (турецкую) и западную (польскую). Оккупация Бучача турками продолжалась 11 лет.
В ноябре 1673 года поляки одержали победу над турками под Хотином, и положения Бучачского договора утратили силу. В 1675 году турецкие войска под командованием Ибрагима Шишмана осадили замок и штурмовали его, но стойкость и хитрость защитников (пустили слух о подходе польских войск во главе с королём Яном III Собеским) вынудили нападающих отступить. В 1676 году, под командованием Ибрагима Шайтана, замок был взят и сильно разрушен (третий ярус, башни); в том же году владелец города Януш Потоцкий приказал его восстанавливать, что удалось частично.
Польский король Ян III Собеский посетил Бучач в 1683 году (очевидно до «Венского отпора» 12 сентября). В городе сохранилась память об «Источнике Собеского». На опорной стене были установлены памятные плиты с надписями, что около этого источника отдыхал король (ныне сохранилась каменная, металлическая отсутствует).
В августе 1687 года Ян III стоял в Бучаче с обозом и проводил военный совет по вопросу овладения Каменецкой крепостью.

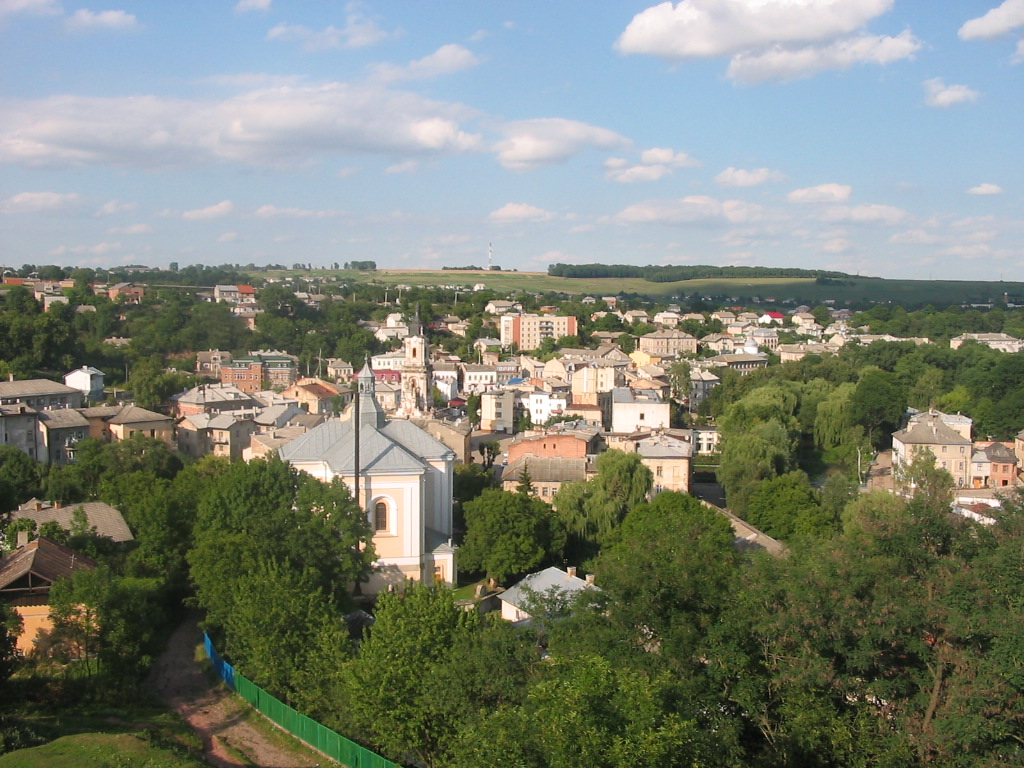
Панорама города

Польские авторы XVII века так описывали Бучач: 

Древнего и славного рода Бучацких колония. В области этой говорят находятся жилы золота, которые, как песок, сверкают в воде ручья, со скал крутых спадающего бурным потоком. Тот песок потом поселянами вынимается, процеживается и, таким образом, слитки набираются достойные для изготовления золота, но немало того за бездействием упускается. Хвалится также Бучач породистыми лошадьми, которых большой достаток табунов многочисленных плодится сам по себе. Отсюда пословица распространена: конь Бучацкого табуна.— Вирський Д. Річпосполитська історіографія України (XVI – середина XVII ст.) – К.: Інститут історії України НАН України, 2008.– У 2-х ч.

### XVIII век
Середина XVIII века отмечена градостроительной деятельностью архитектора Бернарда Меретина и скульптора Иоганна Георгия Пинзеля. По заказу и при финансовой поддержке графа Николая Потоцкого они возвели ряд значительных памятников позднего барокко, сформировавших облик города: придорожная фигура Святого Иоанна (1750), городская ратуша и придорожная фигура Святой Анны (1751), монастырь отцов Василиан (1751—1753), Парафиальный костёл (1761—1765), церковь Покровы Пресвятой Богородицы (1764).
В 1772 году в ходе первого раздела Речи Посполитой, Бучач отошёл во владения Габсбургов (с начала XIX века — Австрии; с 1867 года — Австро-Венгрии).

### XIX век
В 1804 году при базилианском монастыре основана гимназия, в которой учились известные украинские и польские деятели культуры, литературы и искусства. Среди её преподавателей были поэты Юлиан Добрыловский, Илларион Грабович, биолог Семён Труш.
В 1809—1815 годах Бучач принадлежал Российской империи (Тарнопольский край).
Стихийные бедствия и болезни не обходили стороной жителей города. Эпидемия холеры 1831 года унесла жизни 770 бучачан. 29 июля 1865 года случился большой пожар, во время которого сгорели 220 домов, в том числе ратуша, монастырь, церковь, костёл, синагога.
По данным 1880 года, территория города составляла 3055 моргов, в нём проживали 8967 жителей, в том числе евреев — 6077, поляков — 1816, украинцев — 1066.
Чешский писатель Карл Запп, путешествовавший по Галиции в 1830-х гг., оставил интересные наблюдения о быте и обычаях Бучача, сёл повета. А польский архитектор и художник Ежи Глоговский выполнил несколько акварелей с видами города.
Отмена крепостного права в Австро-Венгрии (1848) содействовала экономическому развитию, где основное место продолжало занимать земледелие, имевшее натуральный характер. Постройка в 1884 году железной дороги Станислав — Бучач — Ярмолинцы повлияла на оживление промышленности и торговли.
Во второй половине XIX века Бучач славился ткацкими изделиями и коврами, которые производила фабрика в Подзамочке на опыте местного народного ткачества. Галицкий историк и фольклорист Садок Баронч написал первые исторические труды про Бучаччину — «Язловецкие памятники» (1862), «Бучачские памятники» (1882), изданные во Львове.
В 1891 году численность населения составляла 10 тыс. человек.
На протяжении 1891—1899 годов по проекту Топольницкого и Феррари построена государственная 8-классная гимназия. В ней учились историк Иван Джиджора, художник Владимир Ласовский, писатель Осип Назарук, поэт-сечевик Иван Балюк. В 1913—1914 годах в ремесленно-строительной школе при монастыре учился писатель Дмитрий Бедзик.

### XX век

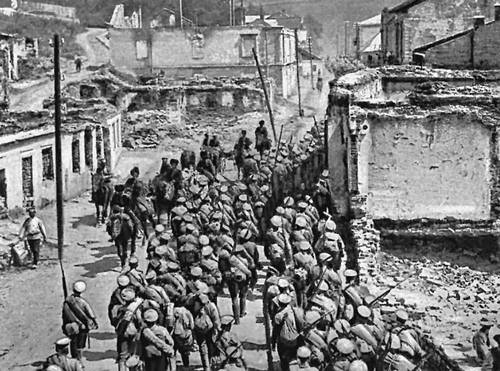
Вступление войск Российской империи в Бучач (1916)

В начале XX века городе возвели ряд общественных и жилых зданий: дом товарищества «Сокил», (1905, ныне Дом культуры), церковь Св. Архангела Михаила (1910) на Нагорянке, «Кассу больных» (ныне корпус районной больницы).
В 1910 году в городе проживали 14 286 жителей.
Во время Первой мировой войны в междуречье Серета и Стрыпы проходила линия фронта. 15 августа 1914 года в город вошла армия Российской империи и занимала его до июля 1917 года, когда город снова заняли австро-венгерские и немецкие войска.
1 ноября 1918 года в Галиции к власти пришли украинцы и создали Западно-Украинскую Народную Республику. Некоторые события того времени связаны с Бучачем.
В декабре 1918 года Директория Украинской народной республики арестовала митрополита Киевского Антония Храповицкого) и архиепископа Житомирского Евлогия (Георгиевского) и сослала их в Бучач, где они с другими священнослужителями были заточены в униатском монастыре базилиан до мая 1919 года.
2 июня 1919 года в монастыре состоялось совещание с участием президента Западно-Украинской народной республики Евгения Петрушевича, государственных секретарей, генералов Михаила Омеляновича-Павленко и Александра Грекова, полковника Виктора Курмановича и других старшин (офицеров) Украинской галицкой армии. Правительство рассматривало тяжёлую ситуацию на фронте. 9 июня Е. Петрушевич провёл реорганизацию Государственного cекретариата. Решён вопрос об отмене поста президента и передаче всей военной и гражданской власти «уполномоченному» диктатору. Им стал Е. Петрушевич.
В июле 1919 года город оккупировали поляки.
10 августа — 15 сентября 1920 года в Бучаче находилась Красная Армия. Бучачский ревком (председатель М. Галон) исполнял декреты Галицкого революционного комитета (Галревкома), находившегося в Тернополе.
Согласно переписи 1921 года в городе проживали 7517 чел., с пригородными сёлами Нагорянкой и Подзамочком — 12 309. Из них евреи составляли 51,3 %. Город насчитывал 2490 домов.
В 1923 году основана библиотека товарищества «Просвита» (Просвещение), в 1924 году — уездная учительская библиотека.
18 сентября 1939 года Бучач заняли советские войска. При новой власти начала выходить районная газета «За нове життя» (ныне «Нова доба»), на базе мастерской создан литейно-механический завод.
В ходе Великой Отечественной войны 7 июля 1941 года Бучач оккупировали немецкие войска. Нацисты уничтожили около 7500 жителей города и района, в основном евреев. Молодых людей принудительно вывозили на работу в Германию.
Красная Армия освободила Бучач 21 июля 1944 года. На Федор-горе, около старого кладбища, в 1984 году открыт мемориал на месте захоронения советских воинов (скульптор Е. Карпов, архитектор О. Зайцев).
После войны город был отстроен, значительно расширив свою территорию, жилой, промышленный и культурно-образовательный потенциал. В 1947 году организована автошкола, в 1950 году — школа механизации сельского хозяйства (ныне СПТУ № 26). В 1951—1980 годах действовала областная школа мастеров сельского хозяйства, в 1953—1956 годах — школа медицинских сестёр. В 1955—1958 годах на западной окраине города построен сахарный завод, а около него — посёлок работников завода и средняя школа. В 1958 году начались регулярные автобусные рейсы на Львов, Тернополь и Чортков, а также городское сообщение. Открыты детские школы — художественная (1960), музыкальная (1963) и спортивная (1965).
С 1982 года в городе действует историко-краеведческий музей.
В январе 1989 года численность населения составляла 13 657 человек, основой экономики в это время являлись предприятия пищевой промышленности (также действовали литейно-механический завод и лесозавод).
В 1992 году был насыпан курган-символическая могила в память погибших воинов ОУН-УПА.
В мае 1995 года Кабинет министров Украины утвердил решение о приватизации находившихся в городе завода стеклоизделий, АТП-16139, райсельхозтехники,
сырзавода, ПМК № 153, в июле 1995 года было утверждено решение о приватизации завода «Квант» и птицеводческого совхоза.
В ходе административно-территориальной реформы в Украине, в 2020 году Бучачский район был упразднён, а город стал административным центром Бучачской городской общины Чортковского района.

## Галерея
|              |                           |                 |                         |                   |
| Дом культуры | Детская музыкальная школа | Бучачский замок | Железнодорожная станция | Статуя Девы Марии |

## Экономика
Основные предприятия города:
- Бучачский мальтозный завод — построен в 1769 году как винокурня графа Потоцкого. Мощность основного цеха — до 20 тыс. литров спирта в сутки. При эффективной работе предприятие обеспечивает поступления до 2/3 бюджета Бучачского района.
- Бучачский сыродельный завод
- ОАО «Агропромтехника» — ремонт сельскохозяйственной техники.
- Бучацкий гослесхоз — объединяет 7 лесничеств: Бучацкое, Дорогичевское, Золотопотокское, Коропецкое, Криничанское, Монастирисское и Язловецкое. Предприятие имеет общую площадь 263,62 км², в том числе земли, покрытые лесом, составляют 240,43 км².
- Центр электросвязи № 2 Тернопольской дирекции ОАО «Укртелеком».
- Бучацкий литейный кооператив Искра.
- Galicia Distillery — завод (дистиллярия) по производству крепких алкогольных напитков. Создан на основе части винокурни графа Потоцкого, которая была построена в 1769 году.

## Образование и культура

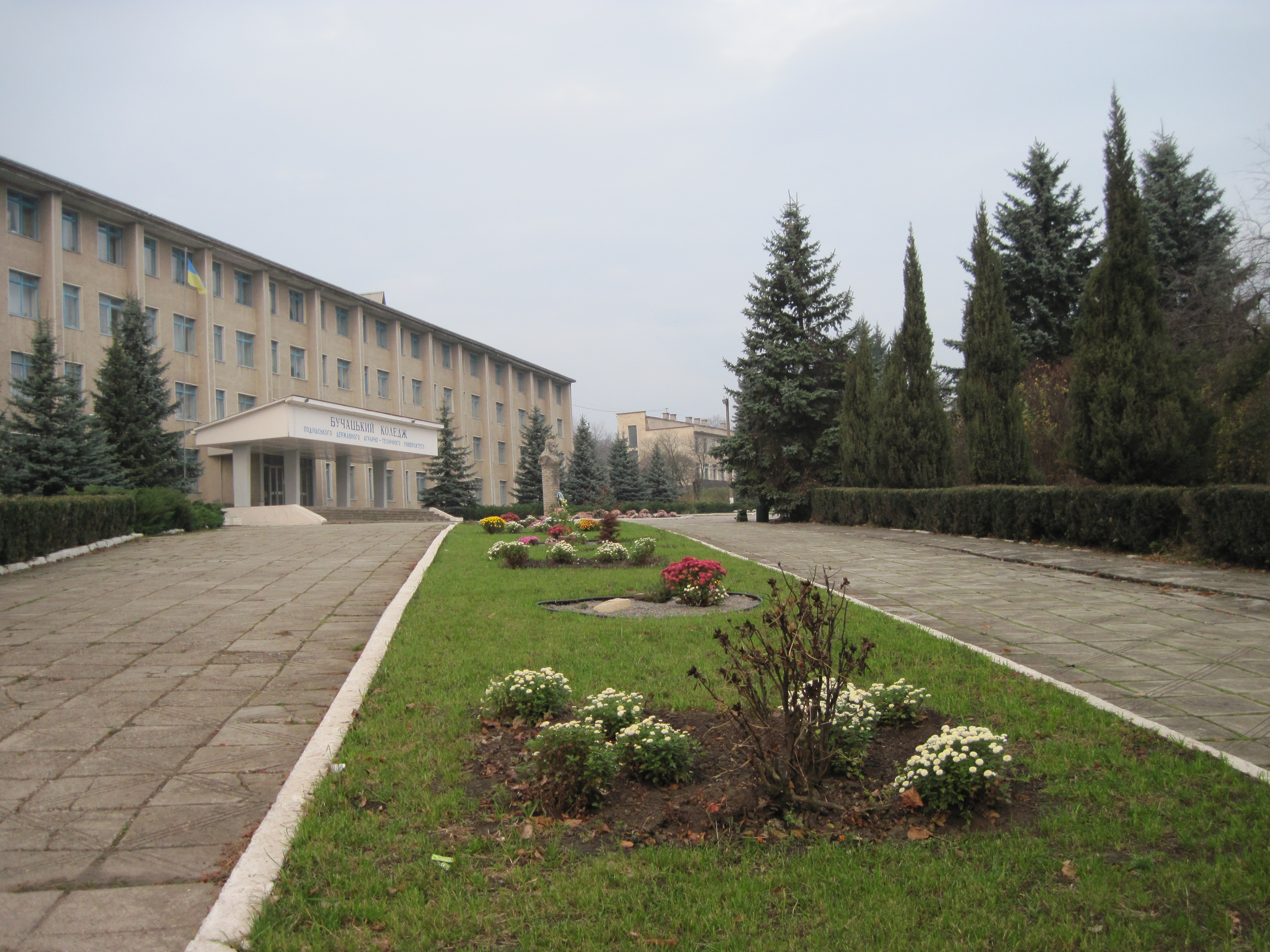
Бучачский аграрный колледж

В городе действуют 4 средние общеобразовательный школы, гимназия им. В. М. Гнатюка, лицей, музыкальная и художественная школы, автошкола Общества содействия обороне Украины. Также есть ПТУ-26, аграрный колледж, институт менеджмента и аудита (III уровень аккредитации).
При районном доме культуры действуют 9 народных коллективов: самодеятельный театр, театр юного зрителя, литературно-музыкальный театр «Муза», театр сатиры миниатюр, духовой оркестр, ансамбль классической музыки «Опус», хоровая капелла, вокально-инструментальный ансамбль «Орфей», ансамбль народной музыки «Радограй». Дом культуры находится в здании-памятнике истории и архитектуры — доме товарищества «Сокил» (1905).

## Транспорт
Город соединён железной дорогой с г. Чортковом, станция Бучач — тупиковая. Также через город проходят автомобильные дороги Н-18, Т-2001 и Т-2006.

## Достопримечательности

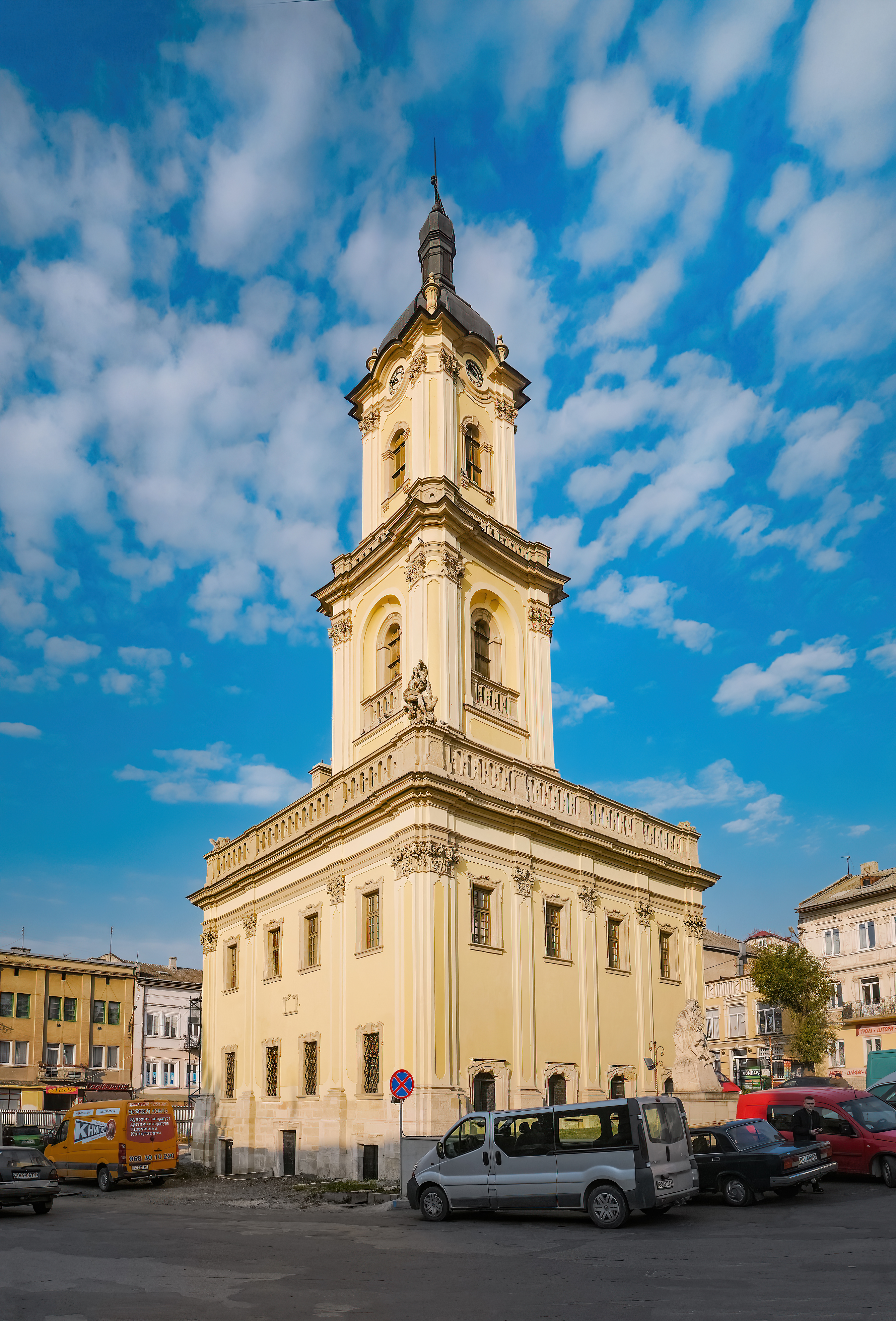
Ратуша

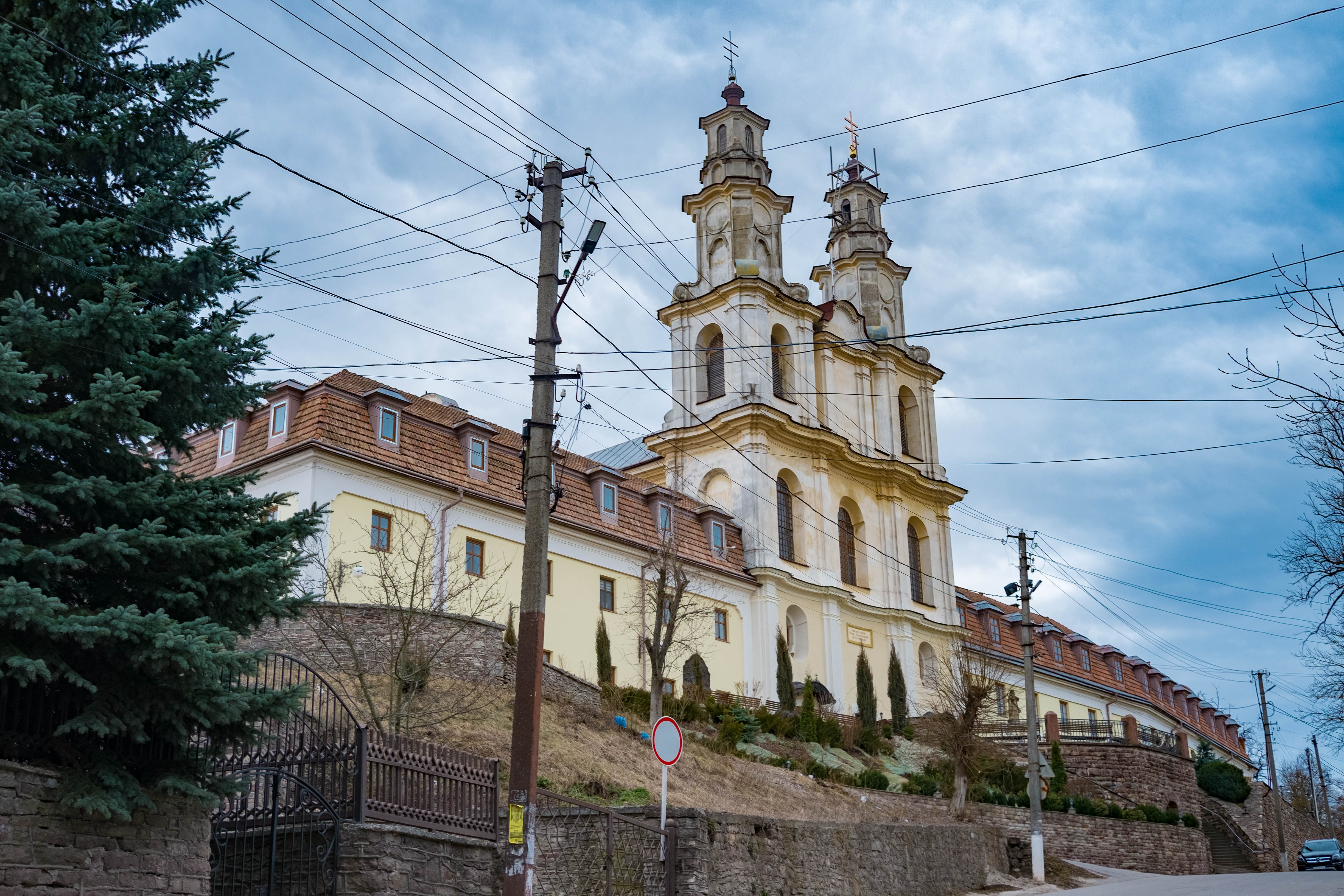
Монастырь отцов-василиан

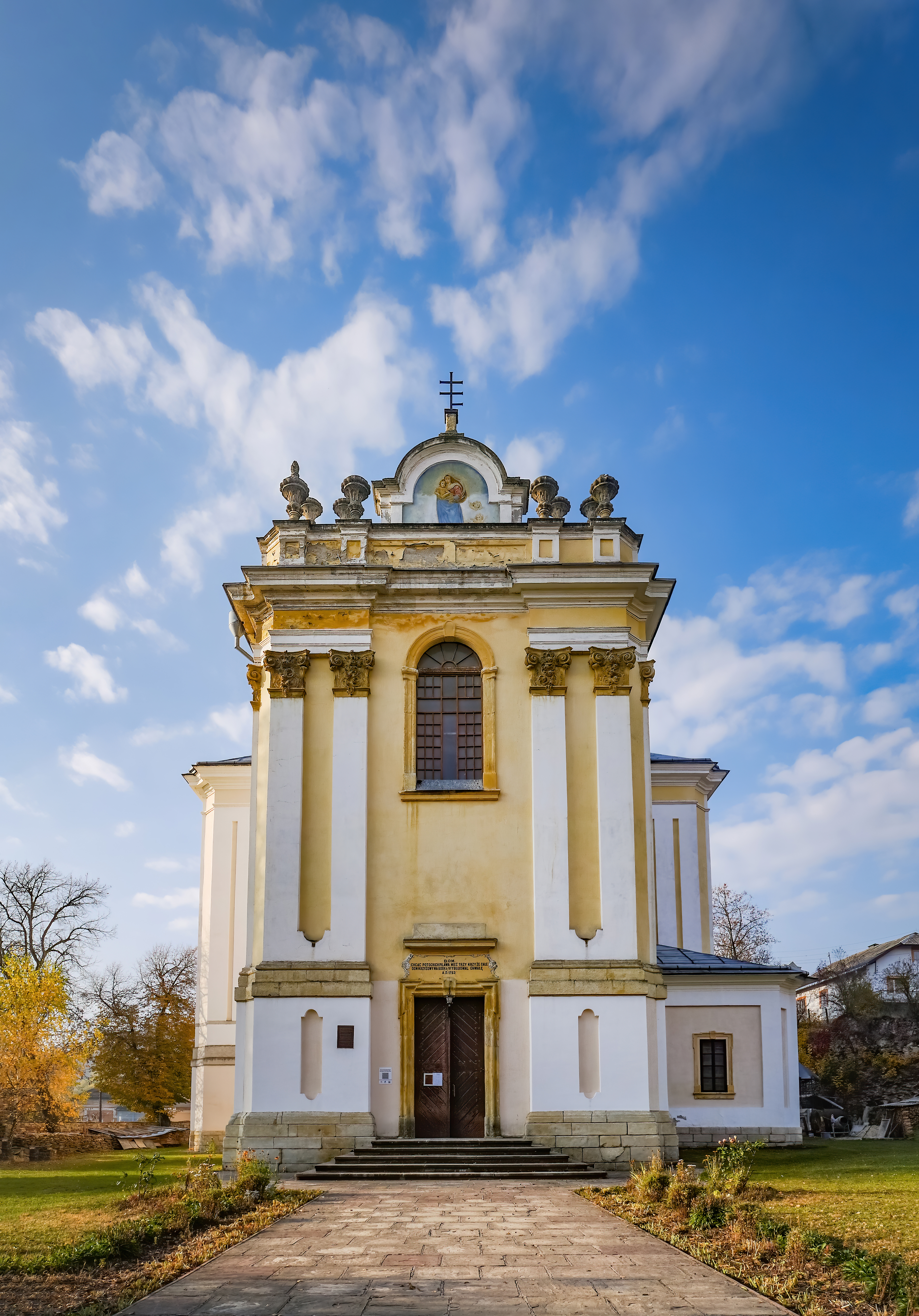
Костел Успения Девы Марии

- Ратуша (1750), пл. Воли. Построена по проекту Бернарда Меретина в стиле украинского барокко с элементами Возрождения. Нижняя часть представляет собой двухэтажное здание квадратной формы с массивным фигурным фронтоном и балюстрадой наверху. На здании посередине возведена двухъярусная башня с куполом в стиле барокко. Общая высота сооружения — 35 м. Здание ратуши украшено скульптурами работы Пинзеля. Большинство скульптур до нашего времени не сохранилось.
- Замок (XIV в.), ул. Замковая. О времени начала строительства замка (XIV в.) свидетельствуют находки фрагментов остатков готического портала (колонн, капителей), обнаруженные под крепостными стенами. Сохранившиеся стены и башни относятся к XVI веку. Замок в плане имеет овальную форму. Стены толщиной 3,5—4 м, трехъярусные с бойницами. На территории крепости был дворец в стиле Возрождения с фонтаном посреди двора. Для проезда во дворец существовали въездные ворота и подъемный мост, переброшенный через ров. Наиболее мощная полукруглая стена с двумя башнями выходит в сторону города на ул. Замковую. Замок был построен феодалами Бучацкими. В начале XVII века городом и замком завладели Потоцкие, которые расширили южную часть крепости, построив два полукруглых бастиона. В этот период замок переживает серию штурмов, разрушений и последующих восстановлений. В конце XVIII века, после вхождения города в состав Австро-Венгрии, начинается период упадка замка. В XIX веке разобрана часть оборонительных стен, камни из которых распроданы в качестве строительного материала.
- «Золотая липа». Под этим деревом 18 октября 1672 года был подписан мирный договор между Османской империей и Речью Посполитой, известный также как Бучачский мир. Находится на южном массиве города у дороги в село Соколов.
- Монастырь отцов-василиан (1753—1770), ул. Мицкевича, 19. В 1712 году Стефан Потоцкий получил разрешение от львовского архиепископа пригласить из Литвы в Бучач отцов василиан для основания теологической школы грекокатолического духовенства. 12 мая 1751 года сын Стефана Потоцкого, Николай, торжественно заложил первый камень будущего комплекса на склоне Фёдор-горы. Строительство основных зданий монастыря завершилось в 1753 году. Позже, в 1753—1770 годах архитектором Г. Гофманом построены Крестовоздвиженская церковь, звонница, 2 крыла келий. В монастырской библиотеке хранилось «Бучацкое Евангелие». Монастырь был городским просветительским центром: здесь действовали школа-интернат для детей из бедных семей, позже — семинария, реорганизованная затем в гимназию. Теологическая школа действовала до 1944 года. В середине 1946 года деятельность монастыря была запрещена советской властью. В марте 1991 года монастырь был возвращён отцам-василианам. С 1992 года постоянно проводятся реставрационные работы. В 1995 году Министерством образования и науки Украины зарегистрирован историко-философский лицей им. св. Йосафата Бучацкого.
- Гимназия им. В. М. Гнатюка. Открыта в 1880-х гг. как гимназия смешанного типа (для мальчиков и девочек). Здание гимназии построено по проекту Топольницкого и Феррари в течение 1891—1899 гг. В период вхождения Бучача в состав Австро-Венгрии это было учебным заведением гуманитарного типа. Обязательными предметами были польский и немецкий языки, история, математика и религиоведение. Национальный состав учеников был следующий: свыше 50 % поляки, 25-30 % украинцы и 15-20 % евреи. Среди учительского состава большинство составляли поляки, кроме них работали также украинцы и евреи. После Первой мировой войны, когда город находился в составе Польши, гимназия была единственным средним заведением в Бучачском повяте. В 1930-х годах отмечается повышение политической активности среди учеников гимназии, выраженное участием в различных организациях (Пласт, ОУН, коммунистические ячейки). Ныне (по состоянию на 2007 г.) гимназия носит имя украинского ученого-фольклориста Владимира Гнатюка (учился здесь в 1885—1889 годах). Кроме обязательного курса дисциплин средней школы в гимназии проводится довузовская подготовка согласно договорам с Бучачским институтом менеджмента и аудита, Тернопольской академией народного хозяйства, Тернопольским государственным педагогическим университетом.
- Церковь св. Николая (1610), ул. Св. Николая, 8. Построена на деньги супругов Потоцких: Стефана и Марии (двоюродной сестрой митрополита Петра Могилы). Архитектурной особенностью является трехконховое строение храма. Подобные постройки имели также и оборонное значение, о чём свидетельствует наличие высоких окон-бойниц на втором этаже. В церкви сохранился резной иконостас барокковой формы, изготовленный в 60-х гг. XVII века на средства бучачских мещан. Церковь возведена на скале над Стрыпой, живописно вписавшись в образ города.
- Церковь св. Покровы (1755—1764), ул. Галицкая, 23. Построена в стиле позднего барокко архитектором Бернардом Меретином при участии скульптора Пинзеля вместо старой деревянной, находившейся ниже неё. В плане здание имеет форму равноконечного греческого креста. Настенная роспись выполнена художником Яковом Головацким (XVIII в.). Рядом с церковью установлен памятный знак жертвам НКВД, останки которых пролежали около 50 лет и были найдены в 1991 году в церковных подвалах.
- Костёл успения Богородицы (1763), ул. Просвита, 2. 28 июля (праздник Успения Богородицы) 1397 года (по другим предположениям — 1379 или 1387 года) Михал Абданк из Бучача основал в городе римско-католическую парафию с костёлом. На протяжении почти 400 лет костёл обветшал. В 1761—1763 годах на средства, пожертвованные Николаем Василием Потоцким, у подножия Замковой горы был построен новый костёл, существующий и в наши дни. Сооружение каменное с четко выраженным в плане крестом, архитектор неизвестен. Портал над входными дверями украшено гербом Потоцких «Пилява» и текстом «пол. Chcac Potockich Pilawa miec trzy krzyze cale, Dom Krzyzowy na Boska wybudowal chwale. A.D. 1763.». С 1945 г. советская власть разместила в здании костёла хозяйственный магазин. В 1991 г. костёл передан Римско-католической церкви.
- Музей политзаключённых, ул. Галицкая, 25. Открыт в 1990 году. Музей создан по инициативе Общества украинского языка имени Т. Г. Шевченко. Находится в здании, где ранее размещалось Управление КГБ Бучачского района, в последние годы советской власти — кафе «Золотая рыбка». Сотрудниками музея составлены списки погибших, установлены места и обстоятельства их смерти. Выяснено, что советской властью на Бучаччине репрессировано по политическим мотивам более 1500 человек различных национальностей. В числе экспонатов музея три рукописные книги, около 500 фотографий участников ОУН-УПА, вышивки, рушники, иконы, альбомы, сделанные из бумаги и соломы, молитвенник, изготовленный неизвестным священником в Карагандинском лагере.
- Музей Черновола Вячеслава Максимовича, открыт в декабре 2012 года.
- Еврейское кладбище в Бучаче.

## Города-побратимы
- Казимежа-Велька (Польша)[19]

## Известные люди
- Адамский, Ян (1923—2010) — польский актёр театра, кино и ТВ, писатель. Заслуженный деятель культуры Польши.
- Шмуэль Йосеф Агнон (Чачкес) (1888—1970) — еврейский писатель, лауреат Нобелевской премии в области литературы.
- Ицхак Алони (Шехтер) (1905—1985) — польский и израильский шахматист, трёхкратный чемпион Израиля.
- Евгений Барановский (1914—1985) — австралийский общественный деятель, ветеринар.
- Симон Визенталь (1908—2005) — австрийский общественный деятель, «охотник за нацистами».
- Давид Генрих (Цви) Мюллер (1846—1912) — австро-венгерский ученый-семитолог, профессор, государственный советник, исследователь древних семитских языков и полевой исследователь бесписьменного языка острова Сокотра, барон.
- Михаил Галущинский (1878—1931) — украинский общественный деятель
- Феодосий Галущинский (1880—1952) — церковный деятель и богослов
- Остап Длуский (1892—1964) — деятель польского и международного рабочего движения, публицист, лауреат международной Ленинской премии (1950)
- Илларий Кавчук (1934—2004) — почётный шахтёр, кавалер Ордена Трудовой Славы.
- Иосиф Кнебель (1854—1926) — российский издатель и книготорговец
- Михаил Островерха (1897—1979) — украинский писатель, литературный критик и журналист[20]
- Петруский, Октав (1820—1894) — польский политический и общественный деятель. Почётный гражданин Бучача (1885).
- Хершон, Пол Айзек (англ. Paul Isaac Hershon, 1817—1888) — британский миссионер, гебраист, переводчик.
- Михал Виктор Чепита (1884—1941) — польский живописец.